# 権寧世
権 寧世（クォン・ヨンセ、朝鮮語: 권영세、1959年2月24日 - ）は、韓国の政治家。元韓国空軍軍人、検事、駐中華人民共和国大使、統一部長官。第16・17・18・21・22代国会議員。本貫は安東権氏。カトリック教徒。

## 来歴
ソウル特別市出身。培材高等学校、ソウル大学校法学大学・同大学院卒。ハーバード大学ケネディスクールで行政学の修士学位も獲得した。第25回司法試験合格、司法研究院第15期終了。大学時代の後輩で、2022年の大統領選挙で当選した尹錫悦とは40年以上の知り合いである。
韓国空軍の大尉として退役した後、水原・全州・ソウルの地方検察庁と法務部特殊法令科で検事として勤め、研究者としてドイツ連邦司法省に派遣されたこともある。退職後に法律事務所を開業し、弁護士として活動した。政界入り後はハンナラ党政治改革特別委員会委員、第16代国会科学技術情報通信委員会幹事、第17代国会情報委員会・政務委員会・統一外交通商委員会・予算決算特別委員会委員、科学技術研究会会長、鉄道公社オイルゲート真相調査団団長、ハンナラ党戦略企画委員長・最高委員・事務総長、第18代国会外交通商統一委員会・企画財政委員会・情報委員会委員、情報委員会委員長を歴任し、朴槿恵政権の時に駐中華人民共和国大使を務めた。尹錫悦が2022年3月の大統領選挙で当選後、大統領職引継委員会副委員長を務めた。
2022年4月、尹錫悦次期大統領により統一部長官に指名され、5月13日に正式に任命された。2023年7月28日に退任。
2024年12月24日に権性東院内代表（代表代行）より党の非常対策委員長に指名された。
2025年5月10日、国民の力は6月3日の大統領選挙の候補者に選出した金文洙の公認を取り消し、無所属で出馬表明した韓悳洙前国務総理を新たに候補に登録したと発表した。金はこれに反発し、公認取り消しの効力停止を求める仮処分を裁判所に申し立てた 。同日、国民の力は候補交代の賛否を問う党員投票を実施し、反対多数で否決された。権は、保守系候補の早期一本化に難色を示した金を強引に引き降ろそうとし、失敗した責任を取って非常対策委員長を辞任すると表明した。

## エピソード
岳父は元青瓦台総務首席秘書官の劉度在。妻はハープ演奏者であるため、財産公開の内訳には配偶者名義のハープ3台が含まれる。
2022年までに安東市長を3期務めた権寧世とは同姓同名である。2020年に権市長が共に民主党に入党しようとした際にSNSで困惑の意を示した。